# TV4 (Suède)
Pour les articles homonymes, voir TV4 (homonymie).
TV4 est une chaîne de télévision suédoise créée en 1990.

## Histoire
TV4 est lancée le 15 septembre 1990.

## Programmes
- Doktor Mugg diffusé de 2002 à 2005